# Prêmio Hanns Martin Schleyer
O Prêmio Hanns Martin Schleyer (em alemão:  Hanns Martin Schleyer-Preis) é uma condecoração por "méritos no fortalecimento e promoção dos princípios de uma comunidade livre". A Daimler AG fundou o prêmio em 1982 por ocasião do aniversário de cinco anos da morte de Hanns-Martin Schleyer.

## Recipientes
São os seguintes os recipientes do Prêmio Hanns Martin Schleyer:
- 1984: Friedrich August von Hayek
- 1985: Ernst Nolte
- 1986: Karl Carstens
- 1987: Hans-Georg Gadamer
- 1988: Golo Mann
- 1989: Otto Schulmeister
- 1990: Reiner Kunze
- 1991: Kurt Masur
- 1992: Birgit Breuel
- 1993: Franz König
- 1994: Hermann Lübbe
- 1995: Bernd Rüthers
- 1996: Hermann Rappe
- 1997: Ernst-Joachim Mestmäcker
- 1998: Reinhard Mohn
- 1999: Elisabeth Noelle-Neumann
- 2000: Paul Kirchhof
- 2001: Helmuth Rilling
- 2002: Joachim Fest
- 2003: Hans Peter Stihl
- 2004: Meinhard Miegel
- 2005: Hubert Markl
- 2006: Klaus von Dohnanyi
- 2007: Günter de Bruyn
- 2008: Joachim Milberg
- 2009: Helmut Kohl
- 2010: Jean-Claude Juncker
- 2011: Jürgen Strube
- 2012: Helmut Schmidt
- 2013: Helmut Maucher
- 2014: Marianne Birthler
- 2015: Udo Di Fabio

## Juri
São membros do juri:
- Wilfried Porth (Vorsitzender) Vorstandsmitglied der Daimler AG Personal und Arbeitsdirektor, Stuttgart
- Manfred Gentz, Vorsitzender des Vorstandes der Hanns Martin Schleyer-Stiftung
- Paul Kirchhof, Bundesverfassungsrichter a.D.
- Renate Köcher, Institut für Demoskopie Allensbach GmbH
- Karl Kardinal Lehmann, Bischof von Mainz
- Hanns-Eberhard Schleyer, Sohn von Hanns Martin Schleyer
- Rupert Scholz, Bundesminister a.D., Universität München
- Dieter Stolte, ehemaliger Intendant des ZDF

Desde 2011 o juri é composto dos mesmos membros, com uma exceção: Günther Fleig desligou-se em 2013